# Kościół św. Mikołaja w Gandawie
Kościół św. Mikołaja (niderl. Sint-Niklaaskerk) – jeden z najstarszych i najbardziej znanych punktów orientacyjnych w Gandawie w Belgii. Budowę rozpoczęto we wczesnych latach XIII w. jako zamienniki do wcześniejszego kościoła romańskiego, budowę kontynuowano przez resztę tego wieku w stylu gotyku skaldyjskiego (nazwa pochodzi od pobliskiej rzeki Skaldy). Typowe dla tego stylu jest wykorzystanie niebieskoszarego kamienia z Tournai.

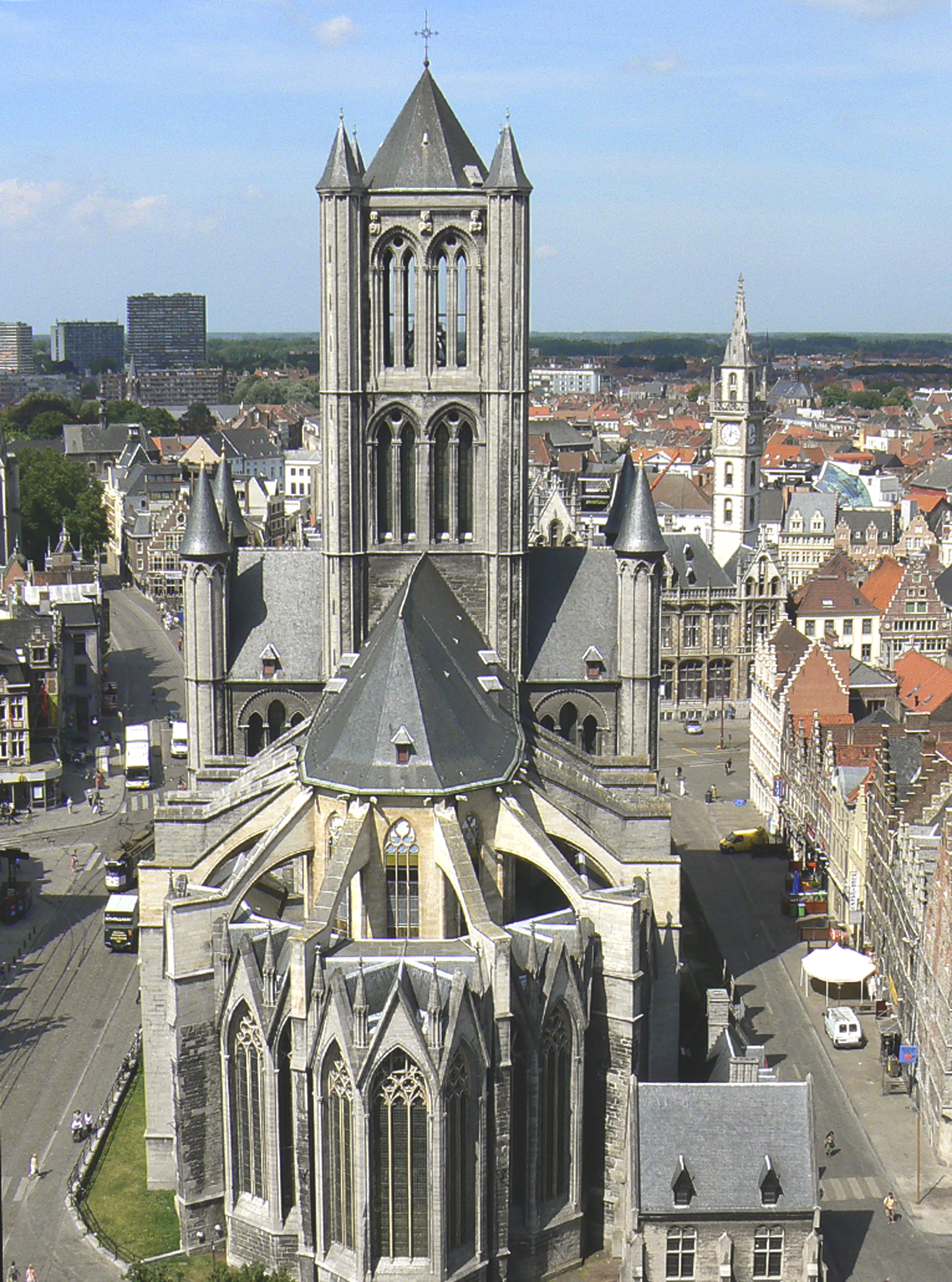
Widok na kościół od wschodu

Zbudowany na starym targu w Gandawie w pobliżu Korenmarkt (Rynek Zbożowy), kościół św. Mikołaja był popularny wśród cechów, którzy działalność prowadzili w pobliżu. Dla cechów zbudowane zostały własne kaplice, które zostały dodane do stron z kościoła w XIV i XV wieku.
Centralna wieża, która była finansowana w części przez miasto, służyła do obserwacji miasta. Te dwie wieże, wraz z katedrą św. Bawona nadal dominują w panoramie miasta.